# Phellinus fastuosus
Phellinus fastuosus är en svampart som först beskrevs av Joseph-Henri Léveillé, och fick sitt nu gällande namn av Leif Ryvarden 1972. Phellinus fastuosus ingår i släktet Phellinus och familjen Hymenochaetaceae.   Inga underarter finns listade i Catalogue of Life.